# 无角蒲公英
无角蒲公英（学名：Taraxacum ecornutum）为菊科蒲公英属的植物。分布于哈萨克斯坦以及中国大陆的新疆等地，生长于海拔1,200米至3,300米的地区，多生于农田边渠边、低山草原以及路旁，目前尚未由人工引种栽培。